# Sphaerobathytropa ribauti
Sphaerobathytropa ribauti là một loài chân đều trong họ Scleropactidae. Loài này được Verhoeff miêu tả khoa học năm 1908.